# Monad Regio
Monad Regio est une région de faible albédo située sur Triton (satellite de Neptune) par 20° N et 37° E.

## Géographie et géologie
Monad Regio constitue la moitié orientale de la région la plus sombre longeant le terminateur, sur les clichés de Triton pris par la sonde Voyager 2 le 25 août 1989. Elle se situe sur la face « avant » du satellite — qui est en rotation synchrone — dans le sens de sa révolution autour de Neptune.
Cette région présente, environ pour moitié, des terrains lisses et des terrains bosselés, avec des paterae (des fosses sans rebord), des guttae (formations en forme de champignon) et des plana (plaines peu surbaissées).
Avec une topographie un peu plus lisse que Bubembe Regio, il s'agirait d'une région géologiquement plus jeune constituée de plaines de « cryolave », interprétation renforcée par la présence de cavités irrégulières (Leviathan Patera, Kibu Patera) pouvant être des caldeiras cryovolcaniques au sein d'un réseau de fissures (Set Catena, Kraken Catena) évoquant des rifts.
En 2023 est publiée une nouvelle carte géomorphologique, indiquant que la surface de Triton a été remodelée par des processus glaciaires et fluviaux, à l'image de ce qui a été observé sur Sputnik Planitia, sur Pluton.